# Hermandad de Nuestro Padre Jesús Caído

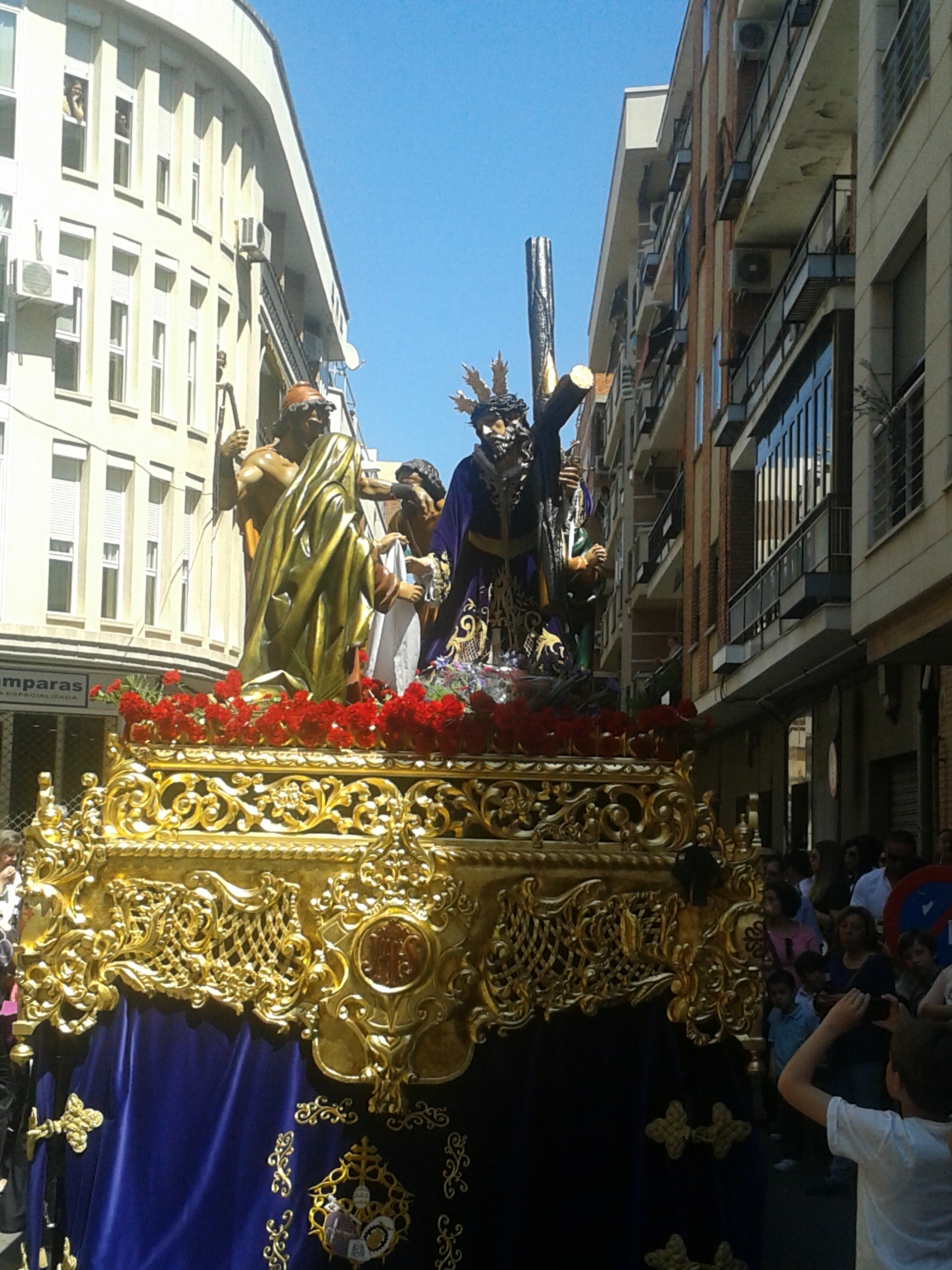
Paso de Misterio de Jesús Caído

La Hermandad de Ntro. Padre Jesús Caído procesiona el Viernes Santo mañana por las calles de Ciudad Real.

## Historia
Fundada en 1605 con el nombre de Santa Cruz, para dar culto a una reliquia de la Cruz de Cristo que se conservaba en la Parroquia de San Pedro y que llegó a Ciudad Real en 1599 traída por el P. Juan Bautista Pacheco de la Compañía de Jesús autorizado por el papa Clemente VIII. 
En 1652 ayuda a sacar el paso del Stmo. Cristo de Jesús con la Cruz a cuestas, de la Hermandad del Stmo. Cristo de San Pedro al estar esta en momentos bajos. En 1674 se fusionan ambas hermandades.
En el siglo XVIII se encuentra ya de nuevo con autonomía propia y en 1727 se estaba en el lugar decimotercero en precedencias, procesiones y otras funciones eclesiásticas según el acta de graduación del vicario general visitaro del Ciudad Real y Campo de Calatrava. En 1770 la hermandad redactó nuevas ordenanzas.
A principios del siglo XX fue reorganizada y por entonces ya se conocía como Hdad. de Jesús Caído. En 1912 llega un nuevo paso del escultor Venancio Marco. 
Destruido todo en 1936 volvió a desfilar en 1943 con un paso tallado por Luis Marco Pérez que representa a Jesús en su tercera caída y del que forman parte las imágenes de El Cirineo, un sayón y dos santas mujeres. Al año siguiente se le incorporó la Verónica al paso. Todas las imágenes son de talla completa. En otoño del 2000, las figuras del paso se pudieron contemplar en un exposición en Valencia organizada por la Generalitat Valenciana en torno al escultor Luis Marco Pérez, como representación de la magna obra que este escultor dejó en la ciudad. En 2003 se restauró la imagen del cirineo por los talleres de Santiago Lara de Socuéllamos (Ciudad Real) y se estrenó diadema en metal plateado para la Virgen de los mismos talleres. Fue portado de nuevo con costaleros, pues no lo hacía desde la Guerra Civil, en 1993, pero la falta de costaleros obligaron a ponerle ruedas en el año 2010.
Posee desde 1947 una gran colección de 47 estandartes diseñados y realizados por José Mur. 
La hermandad está estrechamente vinculada con el comercio, ramo al que pertenecen la mayoría de sus cofrades. Una de sus características es que en sus desfiles procesionales han participado siempre numerosas bandas de tambores y cornetas, de música, y antiguamente escuadras de soldados y romanos. 
En 1991 con la ayuda de la hermandad se organizó la "Banda de Tambores y Cornetas de Jesús Caído" (hoy ya emancipada de la hermandad,"Banda de Tambores y Cornetas Ntra. Sra. del Prado") que revolucionó el panorama musical de la Semana Santa de Ciudad Real por su estilo sevillano. Años después ha sido modelo de otras que posteriormente la imitaron.

## Imágenes y paso
El conjunto escultórico es obra de Luis Marco Pérez, de 1943, salvo la Verónica que es de 1944 y la Santa Mujer de 1945. El misterio representa tres momentos de la Pasión: Una caída de Jesús, la Verónica limpia el rostro de Jesús y el cirineo ayuda a llevar la Cruz a Cristo. A excepción del Cristo, todas las imágenes son de talla completa.
El paso es de estilo barroco con canastilla tallada y dorada por los talleres Santiago Lara de Socuéllamos (1995). Lleva respiraderos tallados y dorados en pan de oro por los talleres de Artesanía Santos de Almagro (2004), llevando el respiradero delantero una cartela con el anagrama JHS. Completan el paso faldones en terciopelo morado con el escudo de la Hermandad bordado.
En el 2007 se realizaron seis estandartes idénticos a los diseñados por José Mur en 1947 que se encuentran en mal estado por Artesanía Nazaret de Tomelloso (Ciudad Real).

## Escudo
Corona de espinas. Dentro de ella, dos óvalos acolados y enmarcados en oro. En el óvalo siniestro, sobre campo púrpura el anagrama J. H. S. en oro, sobre una cruz caída y el óvalo diestro, el escudo de la Cámara de Comercio de Ciudad Real. Corona los óvalos la Tiara Papal y las Llaves de San Pedro y en punta, el paño de la Verónica. Tras el conjunto y rematándolo la Cruz Patriarcal, símbolo de San Pedro.

## Túnica
Blanca con capillo de raso morado con bordes de oro. En la parte delantera lleva bordado en oro el anagrama J.H.S., distintivo de la Hermandad. Se completa la túnica con cinturón de raso morado en el que se viste la medalla de la hermandad y capa muy amplia y holgada, también de raso morado, que lleva bordado en blanco, en la parte del pecho, una cruz blanca inclinada. Guantes blancos y cetro.

## Procesión del Viernes Santo
Salida (11:30), General Rey (11:40), Mata (11:45), Compás de Santo Domingo (12:00), Lirio (12:15), Calatrava (12:35), Toledo (13:25), Estación Vía Crucis (13:40), Plaza del Carmen (14:00), Azucena (14:15), Paseo del Prado (14:30), Mercado Viejo, Plaza Mayor (15:00), Cuchillería, Ruiz Morote, Entrada (15:15).